# U-15 (1936)
U-15 — малая подводная лодка типа IIB, времён Второй мировой войны. Заказ на постройку был отдан 2 февраля 1935 года. Лодка была заложена на верфи судостроительной компании Deutsche Werke, Киль 24 сентября 1935 года под заводским номером 250. Спущена на воду 15 февраля 1936 года. 7 марта 1936 года принята на вооружение и, под командованием капитан-лейтенанта Вернера фон Шмидта вошла в состав 1-й флотилии.

## История службы
Совершила 5 боевых походов, потопила 3 судна (4 532 брт). Потоплена 30 января 1940 года в Северном море в районе Хуфденрезультате случайного тарана немецким миноносцем «Ильтис». Все 25 членов экипажа погибли.

### Первый поход
25 августа 1939 года U-15 вышла из Вильгельмсхафена в свой первый боевой поход, в южную часть Северного моря.
29 августа лодка была отозвана для подготовки к постановке мин, и вернулась в Вильгельмсхафен 30 августа.
31 августа вновь вышла в море и, 5 сентября с 11:40 до 12:18 поставила 9 мин TMB в квадрате AN 5856 (в районе Фламбороу Хед).
8 сентября U-15 благополучно вернулась в Вильгельмсхафен, однако счет уже пошёл.
10 сентября 1939 года в 6:10 на этом минном поле подорвалось грузовое судно Goodwood (под командованием Гарольда Стивендэйла Хьюсона (англ. Harold Stevendale Hewson)), и затонуло на расстоянии 1 миль (1,6 км) к юго-востоку от Фламбороу Хед. Капитан и 22 члена экипажа были спасены рыбацкой лодкой и высажены на берег в Бридлингтоне. Один человек погиб.
21 октября 1939 года на минах подорвалось грузовое судно Orsa (под командованием Александра Сипсона (англ. Alexander Simpson)), затонув на расстоянии 15 миль (24 км) в 150° от Фламбороу Хед. Одиннадцать членов экипажа погибли. Капитан и ещё трое выживших были спасены HMS Woolston (L49), и высажены в Ройст.
28 декабря 1939 года это минное поле получило свою последнюю жертву — траулер Resercho (под командованием А. Дэрвуда (англ. A. Darewood)), затонувший, в разультате, на расстоянии 6 миль (9,7 км) к востоку-юго-востоку от Фламбороу Хед.

### Второй поход
20 сентября 1939 года U-15 вновь вышла в море, имея на сей раз приказом патрулирование Ла-Манша.
Плохая погода спутала все карты и в связи с тем, что провианта на борту было всего на три недели, 8 октября субмарина была вынуждена вернуться в Вильгельмсхафен, из безрезультатного похода.
На следующий день, 9 октября, U-boat совершила короткий переход в Киль.

### Третий поход
6 ноября 1939 года U-15 вышла из Киля уже под командованием Петера Фрама, на следующий день, 7 ноября прибыв в Вильгельмсхафен.
14 ноября пробыв в порту неделю, снова отправилась устанавливать мины.
16 ноября c 19:45 по 20:17 поставила 9 мин TMB в квадрате AN 7639 (в районе Лоустофт).
18 ноября U-15 вернулась в Вильгельмсхафен. Минное поле, установленное в этом походе, так и не собрало ни одной жертвы.
19 ноября вновь совершив короткий переход, лодка пришла в Киль.

### Четвёртый поход
19 января 1940 года U-15 вышла из Киля для очередной постановки мин, однако 17 января задача была отменена, после чего субмарина занималась патрулированием южной части Северного моря.
20 января U-15 вернулась из ничем не примечательного похода в Вильгельмсхафен.

### Пятый поход
20 января 1940 года U-15 Вышла из Вильгельмсхафена в патруль в Северное море.
30 января 1940 года в Северном море в районе Хуфден была случайно протаранена немецким миноносцем «Iltis», и затонула, унеся с собой жизни всех 25 членов экипажа..

## Командиры
- 7 марта 1936 года — 1 октября 1937 года — обер-лейтенант цур зее (с 1 апреля 1936 года капитан-лейтенант) Вернер фон Шмидт (нем. Oberleutnant zur See Werner von Schmidt)
- 16 мая 1936 года — 2 августа 1936 года — капитан-лейтенант Ганс Кохауц (нем. Kapitänleutnant Hans Cohausz);
- 1 октября 1937 года — 26 октября 1939 года — обер-лейтенант цур зее (с 1 августа 1938 года капитан-лейтенант) Гейнц Бучхольц (нем. Oberleutnant zur See Heinz Buchholz) (Кавалер Рыцарского Железного креста)
- 27 октября 1939 года — 30 января 1940 года — обер-лейтенант цур зее (с 1 ноября 1939 года капитан-лейтенант) Петер Фрам (нем. Oberleutnant zur See Peter Frahm)

## Флотилии
- 7 марта 1936 года — 30 января 1940 года — 1-я флотилия

## Потопленные суда
| Название | Тип            | Принадлежность | Дата                  | Тоннаж (брт) | Груз           | Судьба          | Место        |
| -------- | -------------- | -------------- | --------------------- | ------------ | -------------- | --------------- | ------------ |
| Goodwood | грузовое судно | Великобритания | 10 сентября 1939 года | 2 796        | уголь          | потоплен (мина) | Grid AN 5856 |
| Orsa     | грузовое судно | Великобритания | 21 сентября 1939 года | 1 478        | 2100 тонн угля | потоплен (мина) | Grid AN 5856 |
| Resercho | траулер        | Великобритания | 28 декабря 1939 года  | 258          |                | потоплен (мина) | Grid AN 5856 |